# Johnnie Strickland
Johnnie Strickland (* 23. Juni 1935 in Weldon, North Carolina; † 13. Juni 1994 in Halifax, North Carolina), auch als Johnny Strickland bekannt, war ein US-amerikanischer Rockabilly- und Rock-’n’-Roll-Musiker.

## Leben
Über Stricklands Leben ist nicht viel bekannt. Musikjournalisten wie Bill Millar oder Adam Komorowski, Experten auf dem Gebiet des Rock’n’Rolls, waren bisher nicht erfolgreich, weitere biographische Daten herauszufinden. Strickland stammte aus North Carolina und machte seine ersten Plattenaufnahmen 1958 in Nashville, Tennessee. Für Roulette Records spielte er die Single She’s Mine / You’ve Got What It Takes (mit Hank Garland an der Gitarre) ein, die im November 1958 veröffentlicht wurde. Gute Verkaufszahlen in den USA veranlasste die Plattenfirma, Stricklands Single auch in Europa zu veröffentlichen, wo die Platte aber nur in begrenzter Stückzahl erschien.
Stricklands nachfolgenden Singles schafften es jedoch nicht, den Erfolg zu wiederholen bzw. ihn zu übertreffen. Anfang 1961 erschien seine letzte Single That’s Baby / Fool’s Hall of Fame, da Roulette seinen Vertrag nicht verlängerte. Alle Sessions wurden in Nashville mit Studiomusikern eingespielt.
Strickland arbeitete in diesen Jahren auch als Songwriter. Mit Thomas Lawrence, wahrscheinlich ein Freund Stricklands, schrieb er viele seiner eigenen Songs wie She’s Mine und komponierte auch Born to Rock, das von John Ashley für Dot Records aufgenommen wurde. 
Danach nahm Strickland keine weiteren Songs mehr auf. Bill Millar zufolge nahm er insgesamt zehn Songs für Roulette auf, was nahelegt, dass es einige bis jetzt noch nicht veröffentlichte Songs Stricklands in den Archiven Roulettes gibt. 1988 wurden alle acht erschienenen Songs auf einer Doppel-LP mit Jimmy C. Newman unter dem Titel Carry On veröffentlicht. Durch einen Druckfehler auf einigen Platten seiner ersten Roulette-Single, die seinen Vornamen Johnny schrieben, wurde er auf vielen Kompilationen seit den 1970er-Jahren ebenso falsch geschrieben, sodass sich vor allem die zweite (und allgemein gängigere) Schreibweise einbürgerte.
Strickland starb 1994.

## Diskographie
| Jahr | Titel                                                         | Label #         |
| ---- | ------------------------------------------------------------- | --------------- |
| 1958 | She’s Mine / You’ve Got What It Takes                         | Roulette R-4119 |
| 1959 | Don’t Leave Me Lonely / I’ve Heard That Line Before           | Roulette R-4147 |
| 1960 | Sweet Talkin’ Baby (She’s So Good to Me) / My Truly True Love | Roulette R-4221 |
| 1961 | That’s Baby / Fool’s Hall of Fame                             | Roulette R-4335 |